# Znanost i tehnologija u Bugarskoj
Od početka 20. stoljeća, Bugarska je počela aktivno razvijati vlastitu znanstvenu i tehnološku osnovu. Oslobođenjem zemlje 1878. godine završio je period od gotovo 500-godišnje turske vladavine, pod kojom je bugarska znanost bila gotovo nepostojeća. Unatoč političkoj nestabilnosti u razdoblju između dva svjetska rata, znanstvena istraživanja imaju stalni rast do ranih 1990-ih. Sredinom 1990-ih došlo je do gotovo potpunog zastoja, a od ranih 2000-ih bugarska znanost polako se vraća rastu. Bugarska ima jaku tradiciju iz matematike, računalnih znanosti, aeronautike, zrakoplovnih istraživanja i medicine.
Od 2009. godine u Bugarskoj djeluje 47 sveučilišta koji unaprjeđuju bugarsko znanstveno i tehnološko znanje. Zemlja ima snažnu tradiciju u matematici, astronomiji, fizici, nuklearnoj tehnologiji i znanosti orijentiranoj na obrazovanje, a ima i značajno iskustvo u medicinskim i farmaceutskim istraživanjima. Bugarska akademija znanosti (BAS), vodeća je znanstvena institucija u zemlji, zapošljava većinu bugarskih istraživača koji rade u brojnim granama. 
U siječnju 2009. godine, Bugarska Vlada odobrila je plan od 10 godina za financiranje tri osnovna područja znanstvenog razvoja - inovativni potencijal znanosti (biotehnologija, zdravstvene tehnologije, alternativni izvori energije, nanotehnologije i komunikacije) - održiva znanost (ekologija) i znanstvene studije za potporu industriji.
Bugarski znanstvenici su napravili nekoliko zapaženih otkrića i izuma, kao što je prototip digitalnog sata (Peter Petroff), galantamin (Dimitar Paskov), molekularno-kinetička teorija nastajanja i rasta kristala (formulirao Ivan Stranski) i svemirski staklenik (SRI-BAS).
Bugarska obavlja česta istraživanja Antarktika pomoću umjetnog satelita i stalne Znanstvene baze Sv. Klement Ohridski, koja se koristi za obavljanje istraživanja o utjecaju klimatskih promjena i biološke raznolikosti na kontinentu.
Računalna tehnologija je jedna od najnaprednijih znanstvenih grana u Bugarskoj. Bugarska je postala jedna od prvih europskih zemalja koja je razvila serijsku proizvodnju osobnih računala (Pravec serije 8) početkom 1980-ih.
Bugarska je šesta zemlja na svijetu koja je poslala čovjeka u svemir. Georgi Ivanov poletio je Sojuzom 33 1979. Godine 1988 Aleksandar Aleksandrov postao je prvi Bugarin koji je provodio eksperimente na svemirskoj postaji.   Interkosmos-Bugarska-1300 ili Interkosmos-22 bio je prvi bugarski umjetni satelit lansiran 7. kolovoza 1981. godine. 